# فلويد كروسبي
فلويد كروسبي (بالإنجليزية: Floyd Crosby)‏ هو مصور سينمائي أمريكي، ولد في 12 ديسمبر 1899 في نيويورك في الولايات المتحدة، وتوفي في 30 سبتمبر 1985 في أوجي في الولايات المتحدة.

## وصلات خارجية
- فلويد كروسبي على موقع IMDb (الإنجليزية)
- فلويد كروسبي على موقع ألو سيني (الفرنسية)
- فلويد كروسبي على موقع ميوزك برينز (الإنجليزية)
- فلويد كروسبي على موقع أول موفي (الإنجليزية)
- فلويد كروسبي على موقع قاعدة بيانات الأفلام السويدية (السويدية)
- فلويد كروسبي على موقع ديسكوغز (الإنجليزية)
- فلويد كروسبي على موقع قاعدة بيانات الفيلم (الإنجليزية)
- فلويد كروسبي على موقع كينوبويسك (الروسية)